# Arashiyama-Schanze
Die Arashiyama-Schanze (jap. 嵐山シャンツェ, Arashiyama shantse) ist eine Skisprungschanze der Kategorie K 60 in der Nähe der japanischen Stadt Asahikawa auf der Insel Hokkaidō. Parallel zu dieser Schanze liegt zu dem eine Schanze der Kategorie K 50. Beide Schanzen sind heutzutage außer Betrieb.

## Werdegang
Im Jahr 1965 wurde die Arashiyama-Schanze im Skigebiet Arashiyama (嵐山市民スキー場, Arashiyama shimin sukījō) gebaut und in den Jahren 1984 und 1996 modernisiert und umgebaut. Zwischen den Jahren 1966 und 2004 wurde auf dieser Schanze im März jeden Jahres der Yukijirushi-hai (engl. Snow Brand Cup, vollständig: 雪印杯全日本ジャンプ旭川大会, Yukijirushi-hai Zen-Nihon Jampu Asashikawa Taikai, „Yukijirushi-Pokal: Gesamtjapanische [Ski-]Sprungmeisterschaften Asashikawa“), gesponsert vom Unternehmen Yukijirushi Nyūgyō, ausgetragen. Bei diesen Cup konnte Teruyoshi Sugimoto am 12. März 2000 den aktuellen Schanzenrekord von 82 m aufstellen. Seit dem Jahr 2004 finden auf der Arashiyama-Schanze keine Wettbewerbe mehr statt. Im Jahr 2010 wurde die Schanze geschlossen und verwildert seitdem.